# 北京地铁BJD01型电动车组
北京地铁BJD01 / BDK03型电动车组是在北京地铁在房山线运营的列车车型。

## 简介
房山线一期所使用的列车（BJD01型）由北京地铁车辆装备设计制造，第一批次共21组126辆（编号 FS 001 ~ FS 021），每节车厢共4对车门，为内藏门，同时也是北京地铁第一批实现完全国产化的车辆。BJD01型于2010年12月30日开始运营，列车配属于阎村车辆段。
2019年起，为配合房山线提升运力，原定配属于房山线北延段的新造列车（BDK03型，编号 FS 022 ~ FS 044）陆续提前上线，最早上线的为FS 023和FS 024。BDK03型截至2020年12月已全数配置完毕并投入运营。
2021年5月17日，房山线借调部分BJD01型列车至15号线载客运营，由15号线乘务中心和房山线乘务中心共同值乘。2022年9月，这些借调车辆回到房山线。
2022年9月24日，房山线部分车辆在9号线进行车辆调试，其中包括9号线本线载客班次。
2023年1月18日起，房山线逢工作日早高峰安排10组车辆由阎村东站发出后跨线至9号线国家图书馆站，折返后继续在9号线载客行驶至郭公庄站，清客后驶至郭公庄车辆段停放，晚高峰出库后行驶9号线班次至国家图书馆，折返后开行直通阎村东站的列车。

## 车型区分
BDK03型与BJD01型列车在形态结构上基本保持一致，较为明显的区别包括：

### 车体外观
- BJD01型相对BDK03型在车体侧窗位置有一条贯穿全车的黑色底带，且车窗较窄。

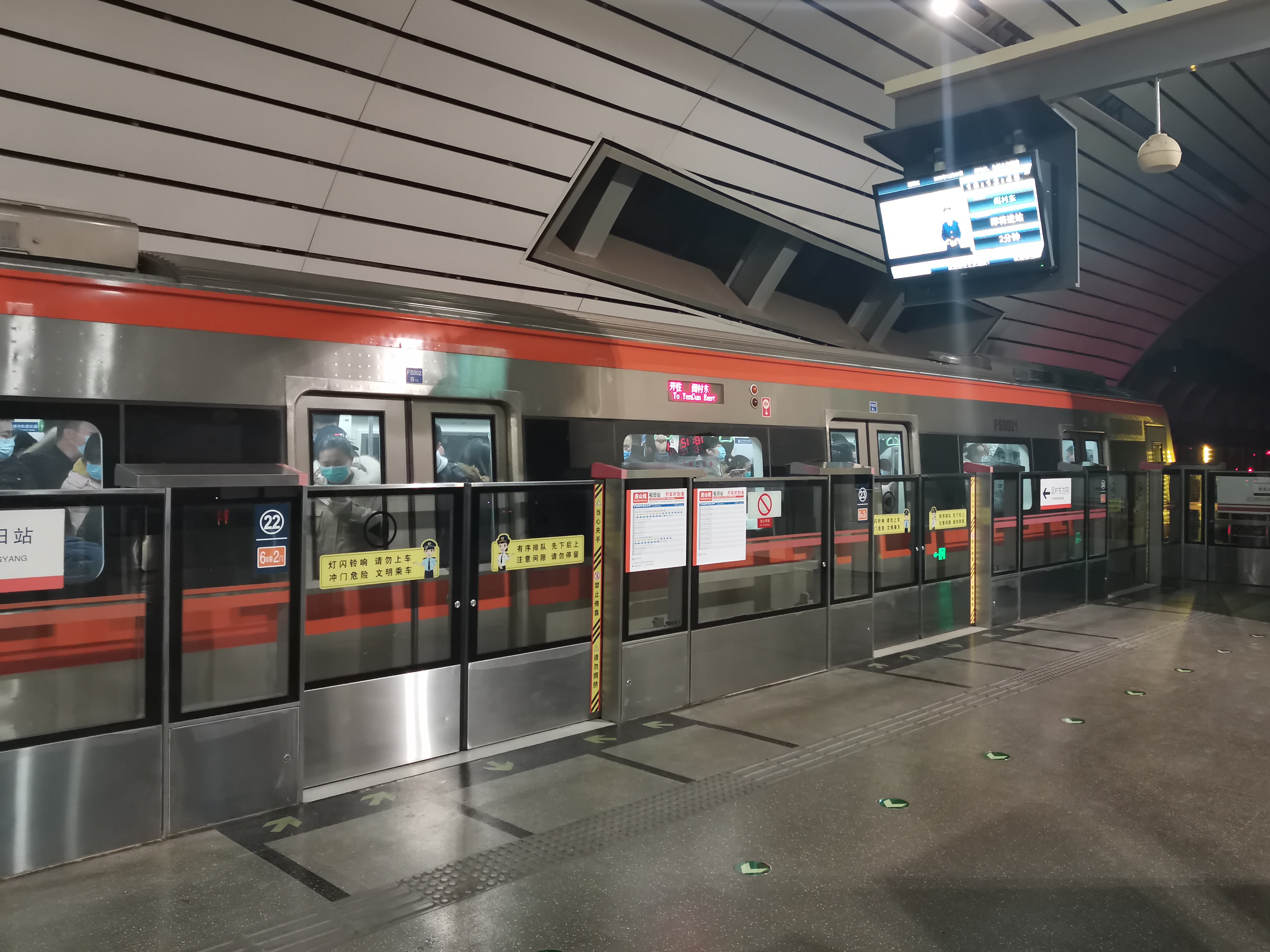
BJD01型列车侧面
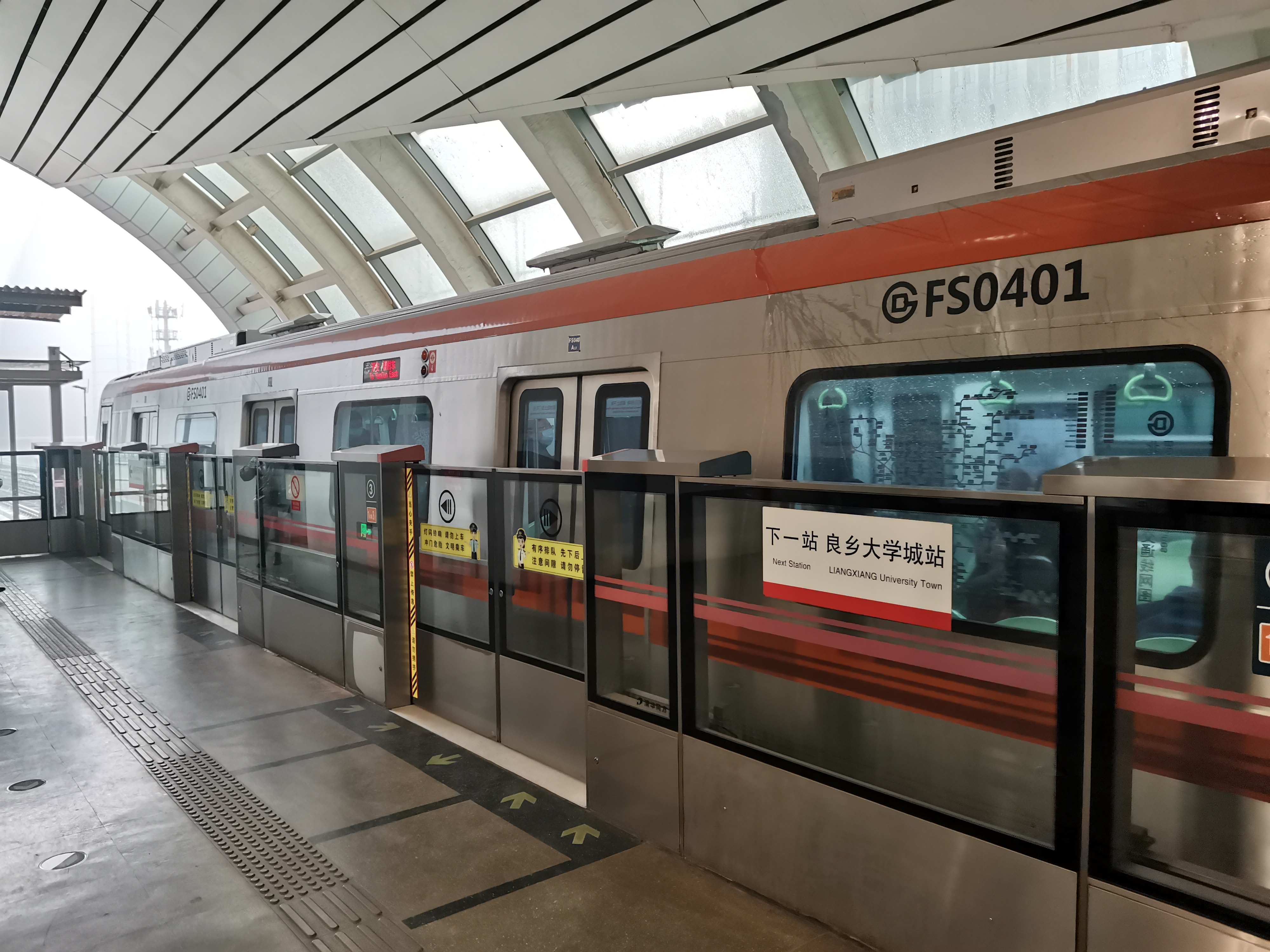
BDK03型列车侧面

### 乘客信息系统
- BJD01型的乘客信息系统为4:3制式，左侧信息栏同时显示中英文，底部横向滚动单行文字；
- BDK03型的乘客信息系统为16:9制式，左侧信息栏交错显示中英文，底部纵向滚动两行文字。

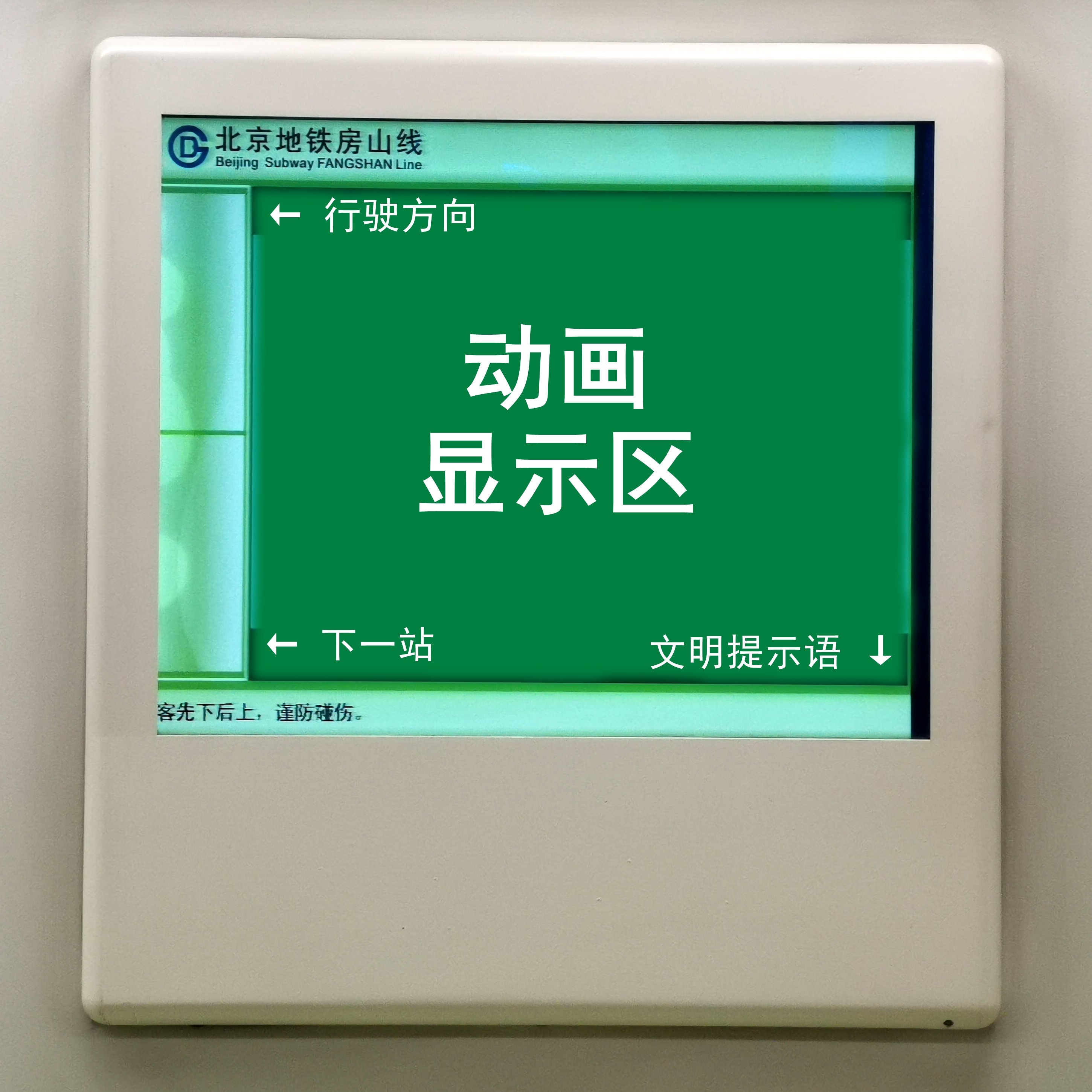
BJD01型的乘客信息系统
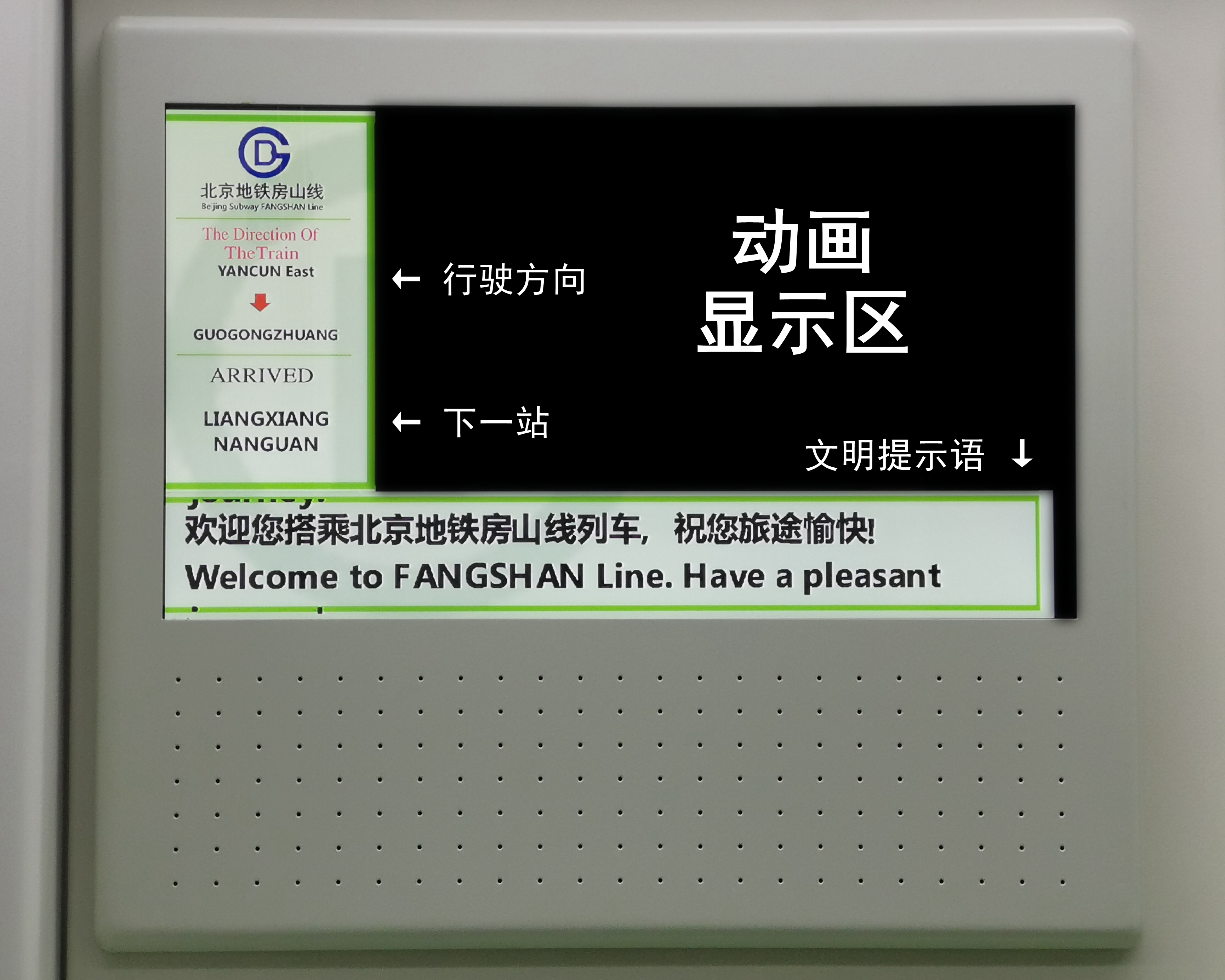
BDK03型的乘客信息系统

### 车厢内饰
- 原装BJD01型的地板进行了区域颜色划分（座席附近为灰色，其余部分为黄色），每排设有6个凹面座椅[9]，厂修后地板改为全灰色；
- BDK03型的地板则为统一的灰色，每排设有6个平面座椅；
- 两种车型都在车门两侧设置了“V”形挡板，分隔门口区域和座位区域[10]；
- 两种车型都在车厢内装有鹅卵形的不锈钢扶手及立柱式扶手，以照顾不同身高的乘客，保证在车厢的任何角落都能伸手抓到扶手[10]。

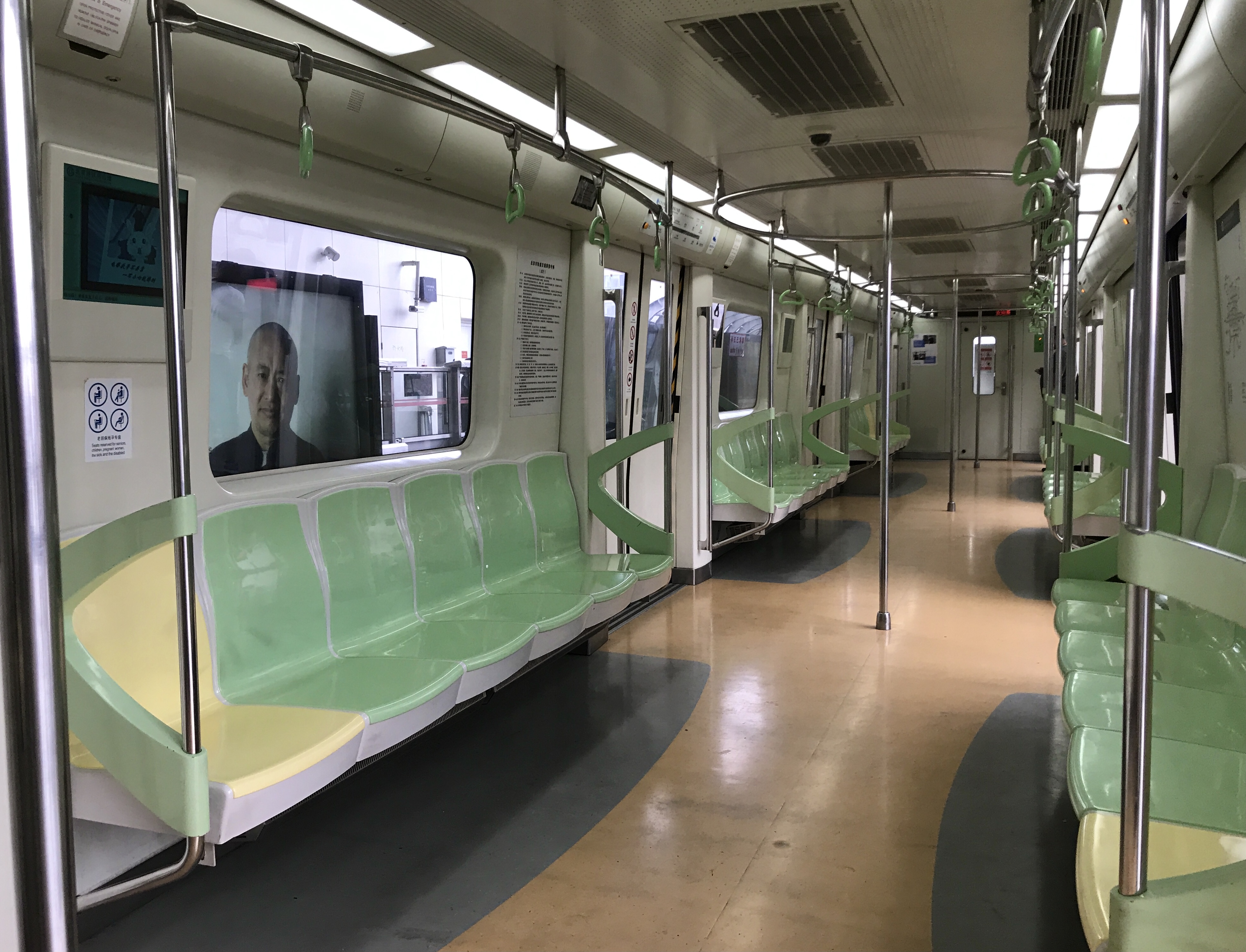
BJD01型列车客室内部（改装LCD电子地图前）
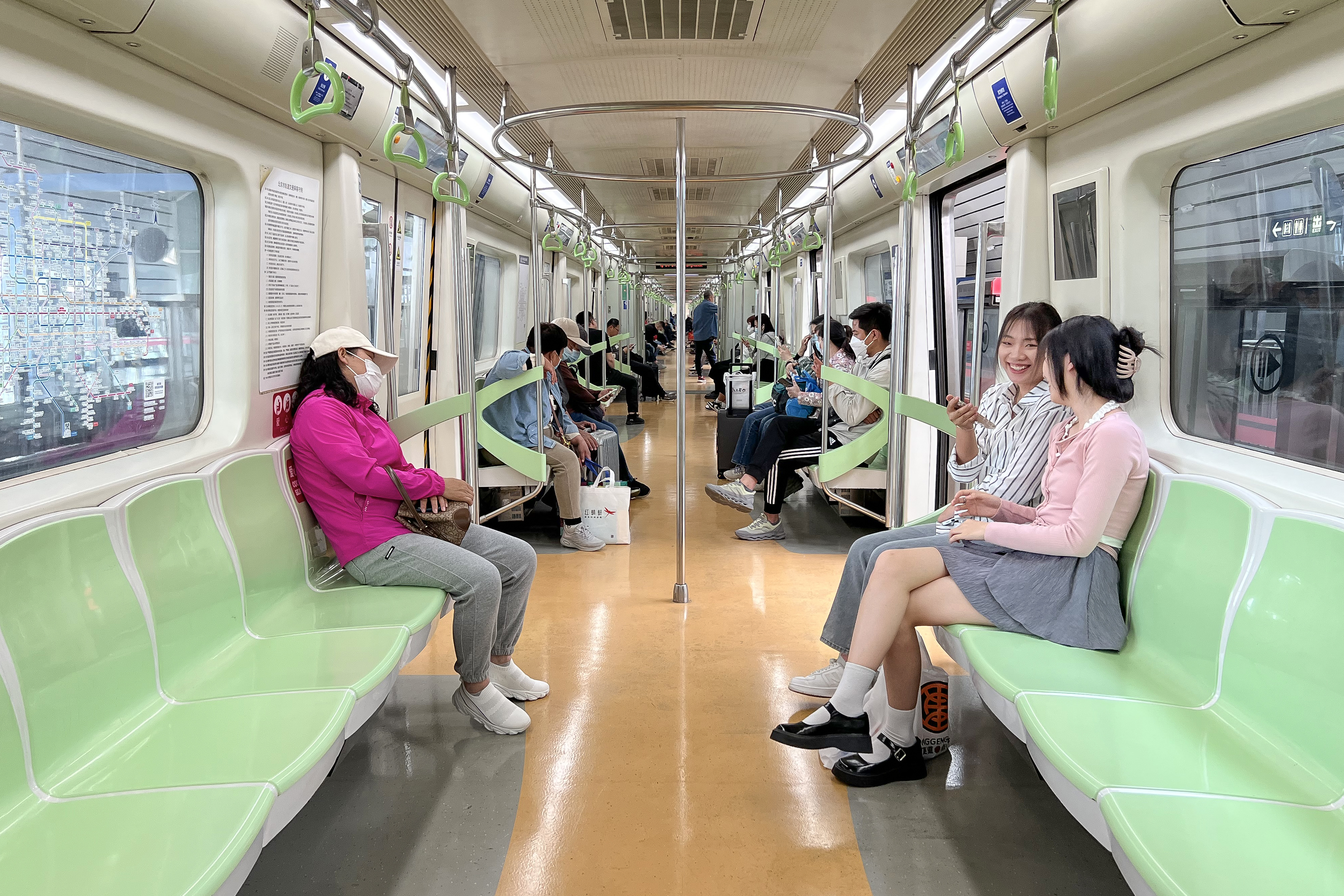
BJD01型列车客室内部（改装LCD电子地图后，厂修前）
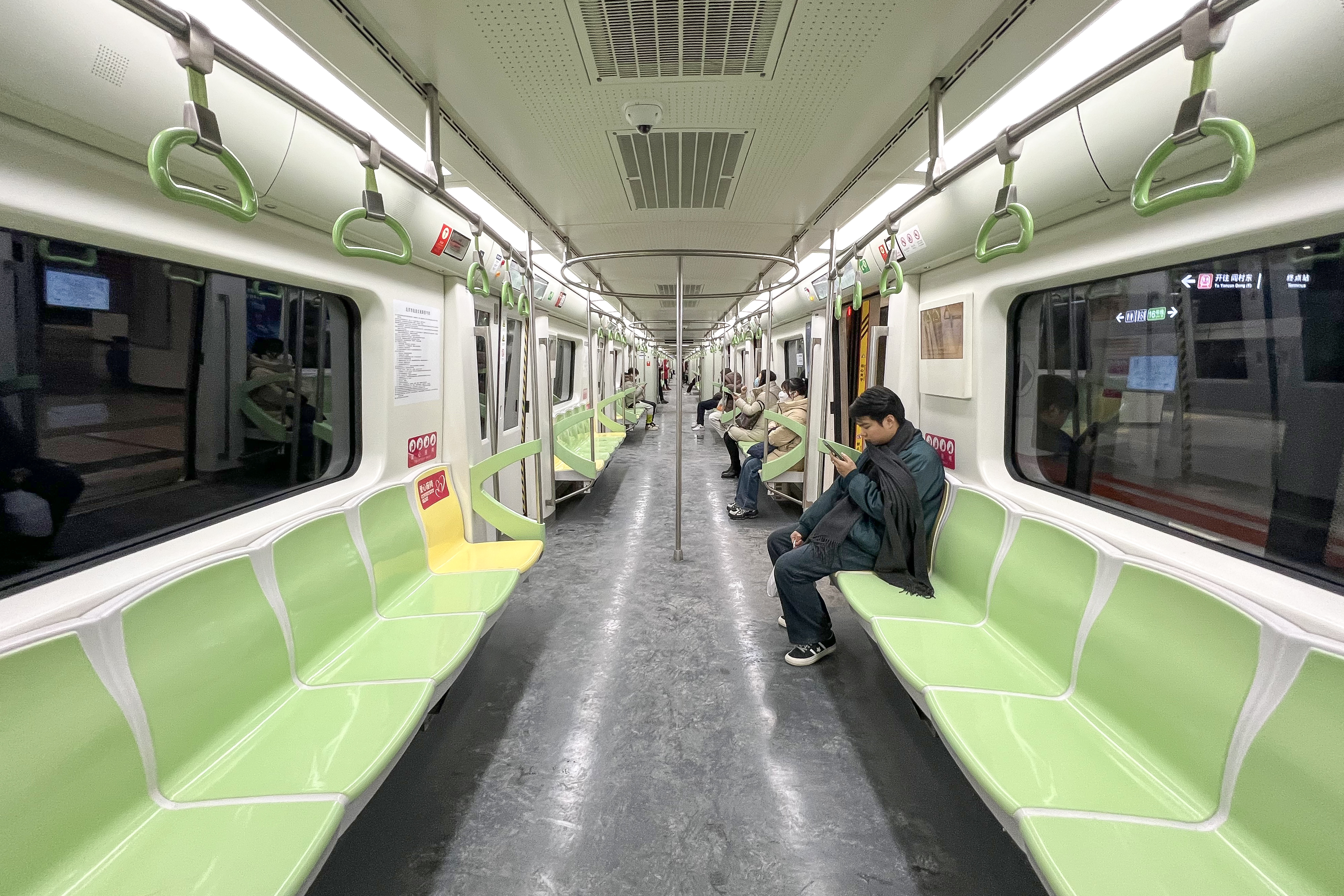
BJD01型列车客室内部（厂修后）
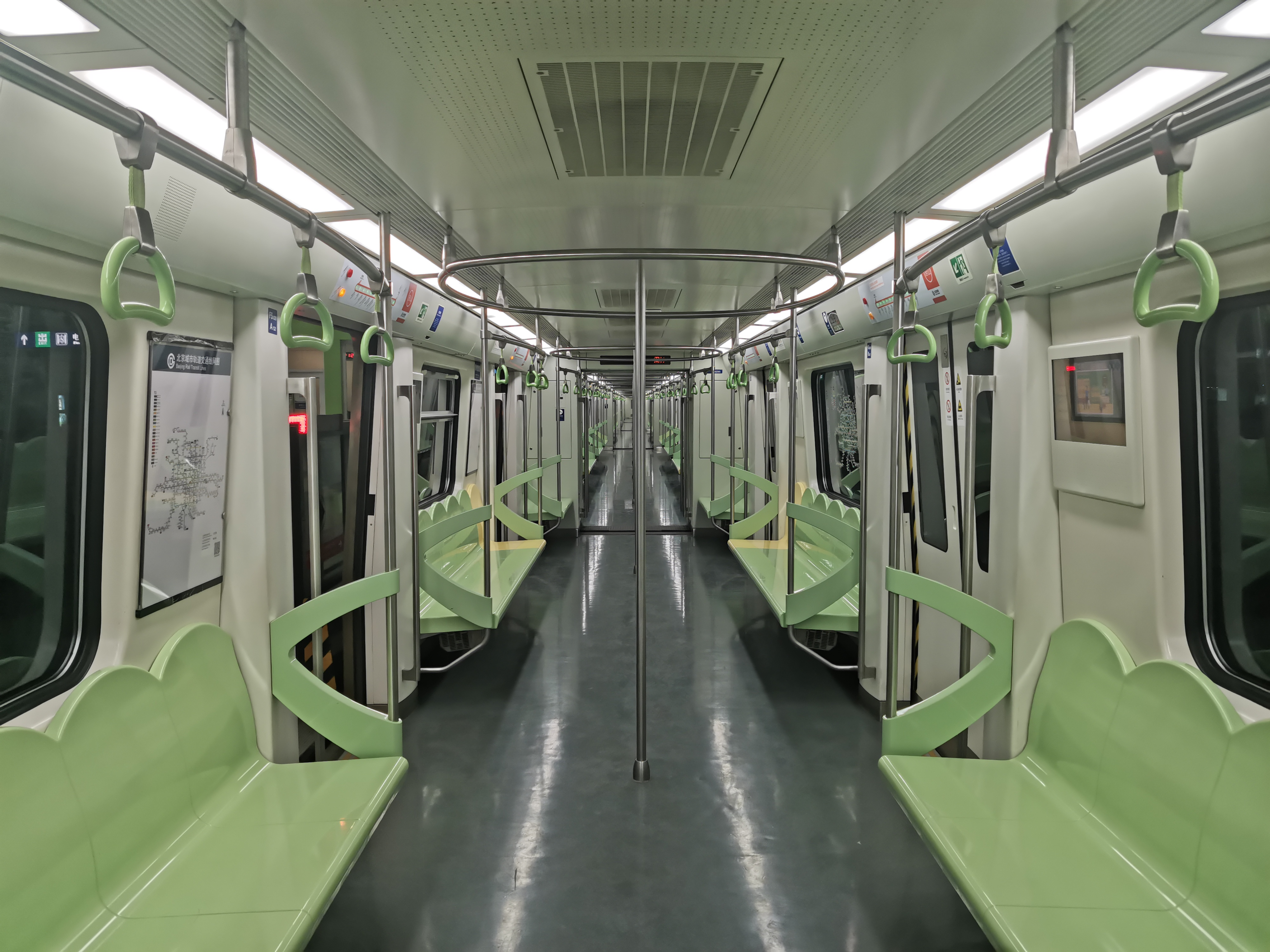
BDK03型列车客室内部（改装LCD电子地图前）
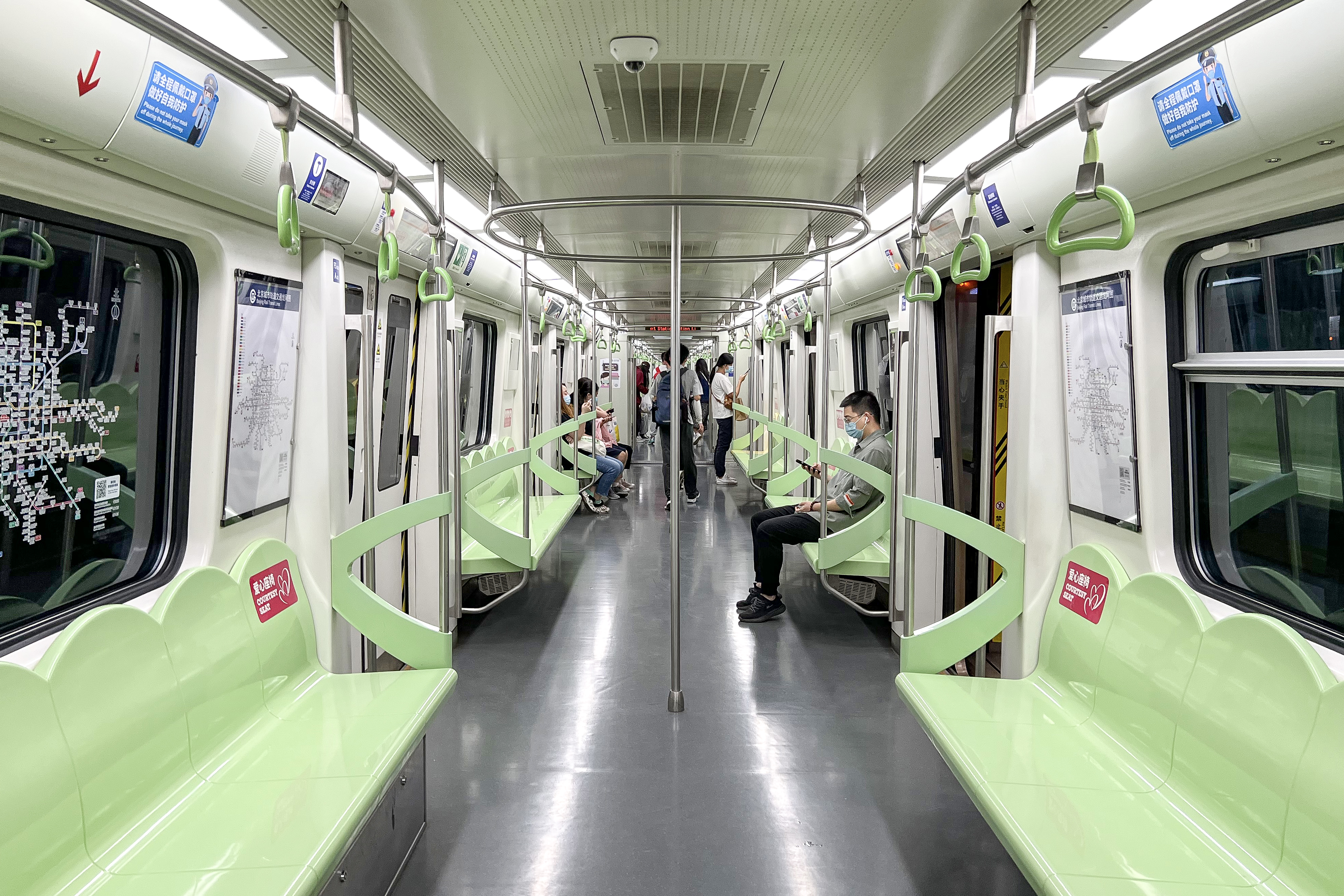
BDK03型列车客室内部（改装LCD电子地图后）

### 闪灯图与动态电子地图
- 房山线初开通时，BJD01型全数采用LED闪灯图，除FS 006外，其余车组的闪灯图以双三角形（▷▷/◁◁）指示前进方向，且并未预留北延段的空间；BDK03型提前上线时，同样采用LED闪灯图，但以指针式箭头（←/→）指示前进方向，并预留了北延段的空间，其样式与BJD01型FS 006的样式一致。
- BJD01型（除FS 006外）的闪灯图在北延段开通前夕陆续更换为LCD动态电子地图，并在北延段开通后增加车站设施等信息；BDK03型（含BJD01型的FS 006）保持闪灯图不变，但是陆续开始更换贴纸版式，增加了北延段的四座车站（北延段开通前站名暂时被遮挡）。
- 值得一提的是，在BJD01型将闪灯图更换为动态电子地图之前，两种车型都更换过一次第二代闪灯图贴纸，将站名位置由交错横向排布改为同侧斜向排布，贴纸右侧的橙色区域内标有加圈“房山”字样；BDK03型的第三代闪灯图贴纸则将加圈“房山”字样移到了左上角一块很小的区域里。

|                                     | 第一代 | 第二代 | 第三代 | 第三代 |
| ----------------------------------- | ------ | ------ | ------ | ------ |
| BJD01型 （除FS 006外）              |        |        | 第一版 | 第二版 |
| BDK03型 （含BJD01型的FS 006号车组） |        |        |        |        |

### 车头/车尾方向幕
- 两种车型的车头/车尾LED方向幕均为红字显示，但样式略有差异：
  - BJD01型（除FS 006外）：英文不滚动，过长时显示缩略形式；中文往阎村东方向显示“×××站”，往东管头南方向不带“站”字。
  - BDK03型（含BJD01型的FS 006）：英文在过长时滚动，并显示全称；中文不带“站”字。

| BJD01型 （除FS 006外）              | 开往 东管头南 To DongGuanTou             | 开往 郭公庄 To GuoGongZH             | 开往 篱笆房站 To LiBaFang       | 开往 苏庄站 To SuZhuangST | 开往 阎村东站 To YanCun East |
| BDK03型 （含BJD01型的FS 006号车组） | 开往 东管头南 To DongGuanTou Nan（滚动） | 开往 郭公庄 To GuoGongZhuang（滚动） | 开往 篱笆房 To LiBaFang（滚动） | 开往 苏 庄 To SuZhuang    | 开往 阎村东 To YanCun East   |

### 侧面方向幕
- 两种车型的侧面LED方向幕均为红字显示，但样式略有差异；参见下表：

|                                     | 运行时 | 停站时   | 停站时                               | 停站时 |
| 两字站名                            | 运行时 | 三字站名 | 良乡大学城北 良乡大学城 良乡大学城西 |        |
| ----------------------------------- | ------ | -------- | ------------------------------------ | ------ |
| BJD01型 （除FS 006外）              |        |          |                                      |        |
| BDK03型 （含BJD01型的FS 006号车组） |        |          |                                      |        |

### 车厢走字屏
- BJD01型（除FS 006外）为橘红色中文显示： 
  - 欢迎乘坐北京地铁房山线列车。 → 下一站：×××站（播报下一站后滚动显示三遍） → 当前站：×××站（播报到站后滚动显示三遍） → 欢迎乘坐北京地铁房山线列车。
- BDK03型（含BJD01型的FS 006）为橙黄色中英文显示：
  - 下一站：××× Next Station ×××（播报下一站后滚动显示至到站） → ××× 到了 We are arriving at ×××（播报到站后滚动显示至播报下一站） → 下一站：××× Next Station ×××
- 以苏庄站为例：

|                                     | 出站 | 出站 | 进站 | 进站 |
| ----------------------------------- | ---- | ---- | ---- | ---- |
| BJD01型 （除FS 006外）              |      |      |      |      |
| BDK03型 （含BJD01型的FS 006号车组） |      |      |      |      |

## 列车编组
|              |              | BJD01 / BDK03 |          |                 |                 |          |         |
| 车辆编号     | 车辆编号     | 1             | 2        | 3               | 4               | 5        | 6       |
| 车厢型号     | BJD01        | BD19          | BD20     | BD21            | BD22            | BD23     | BD24    |
| 车厢型号     | BDK03        | BD37          | BD38     | BD39            | BD40            | BD41     | BD42    |
| 集电靴       | 集电靴       | 无            | 有       | 有              | 有              | 有       | 无      |
| 形式区分     | 车厢号       | FS 0**1       | FS 0**2  | FS 0**3         | FS 0**4         | FS 0**5  | FS 0**6 |
| 形式区分     | 车厢类型     | Tc1           | M1       | M2              | M3              | M4       | Tc2     |
| 动力单元     | 动力单元     | 单元1         | 单元1    | 单元1           | 单元2           | 单元2    | 单元2   |
| 车辆重量     | 车辆重量     | 30.0 t        | 33.0 t   | 35.0 t          | 35.0 t          | 33.0 t   | 30.0 t  |
| 安装机器设备 | 安装机器设备 | SIV (L)       | VVVF (L) | VVVF (L) CP (R) | VVVF (L) CP (R) | VVVF (L) | SIV (R) |
| 额定载客量   | 额定载客量   | 226人         | 244人    | 244人           | 244人           | 244人    | 226人   |
| 极限载客量   | 极限载客量   | 300人         | 305人    | 305人           | 305人           | 305人    | 300人   |

范例
- VVVF：牵引逆变器装置
- SIV：辅助电源装置
- CP：电动空气压缩机

## 列车图片

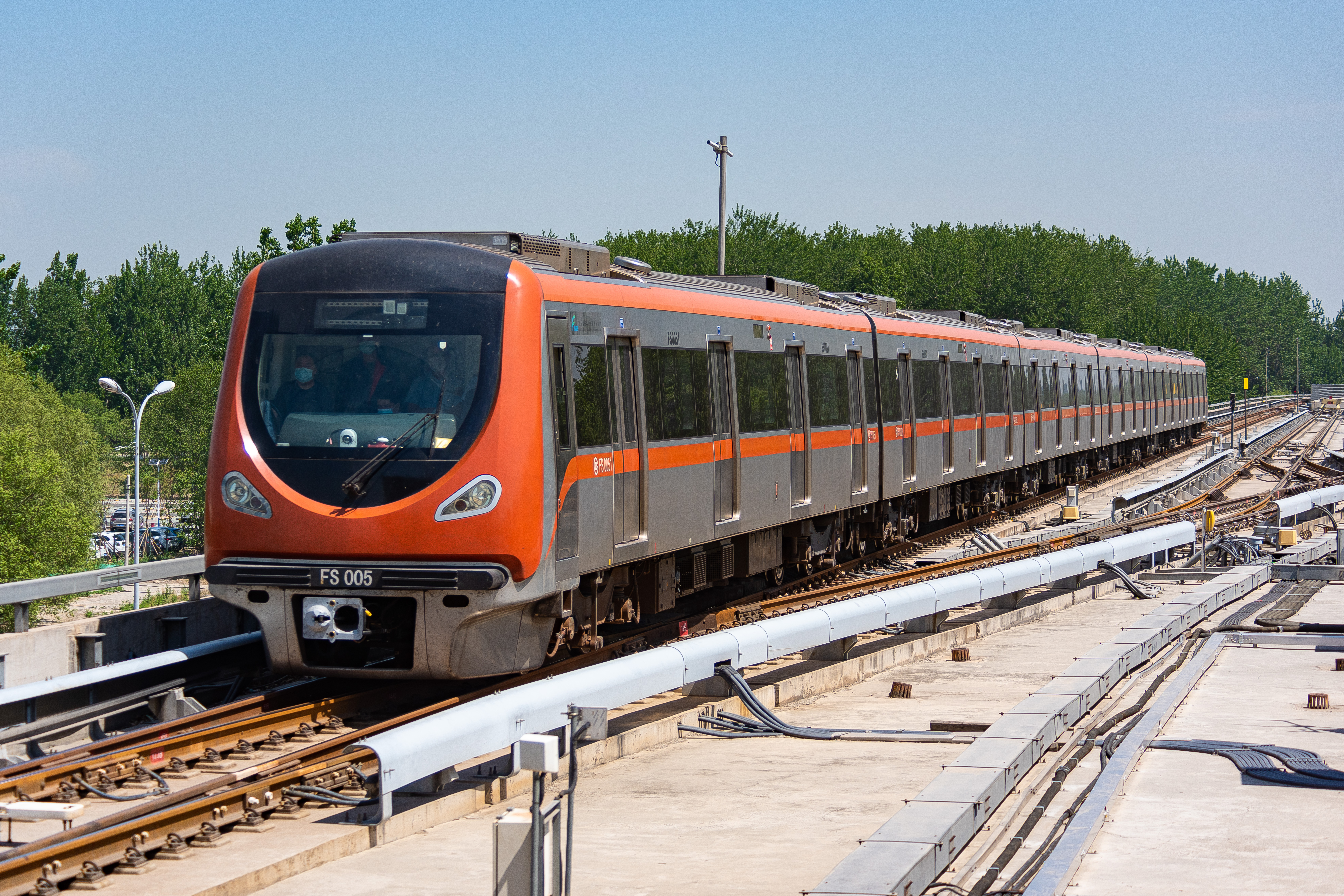
暂时借调15号线的BJD01型FS 005号车组通过后沙峪站（2021年5月）
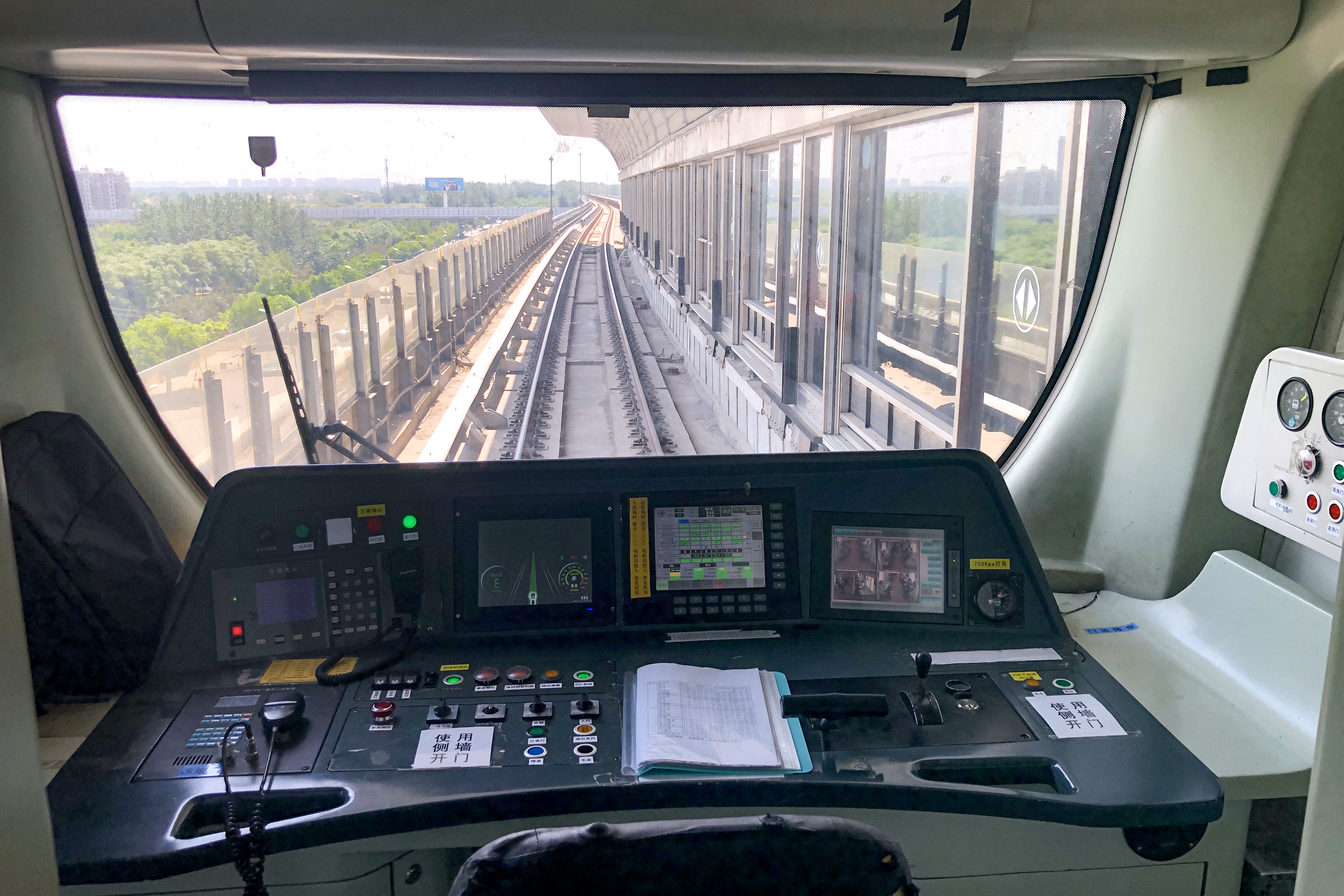
BJD01型FS 005号车组驾驶台，摄于该车支援15号线期间（2021年5月）
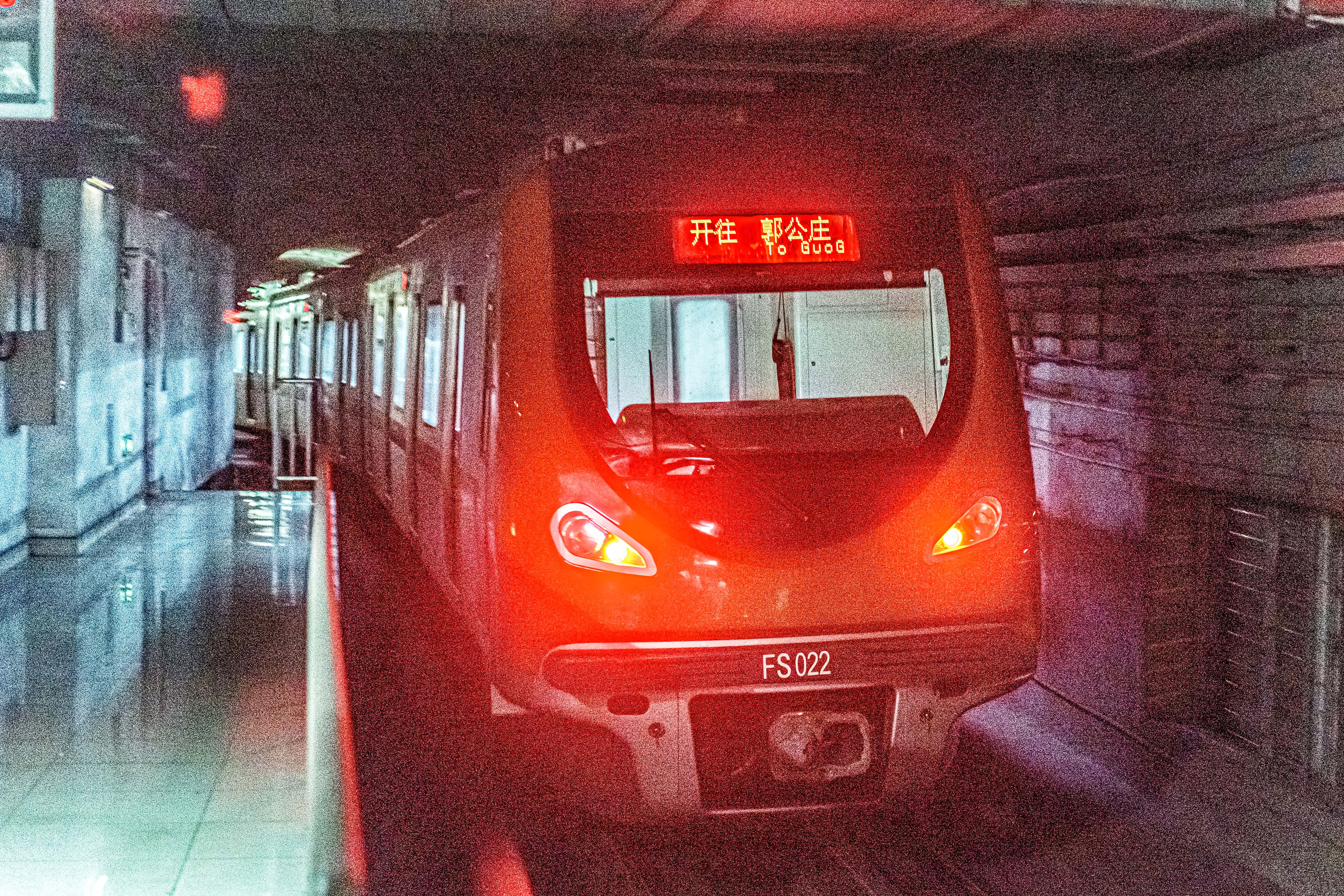
在9号线载客调试的BDK03型FS 022号车组驶出白石桥南站（2022年9月）
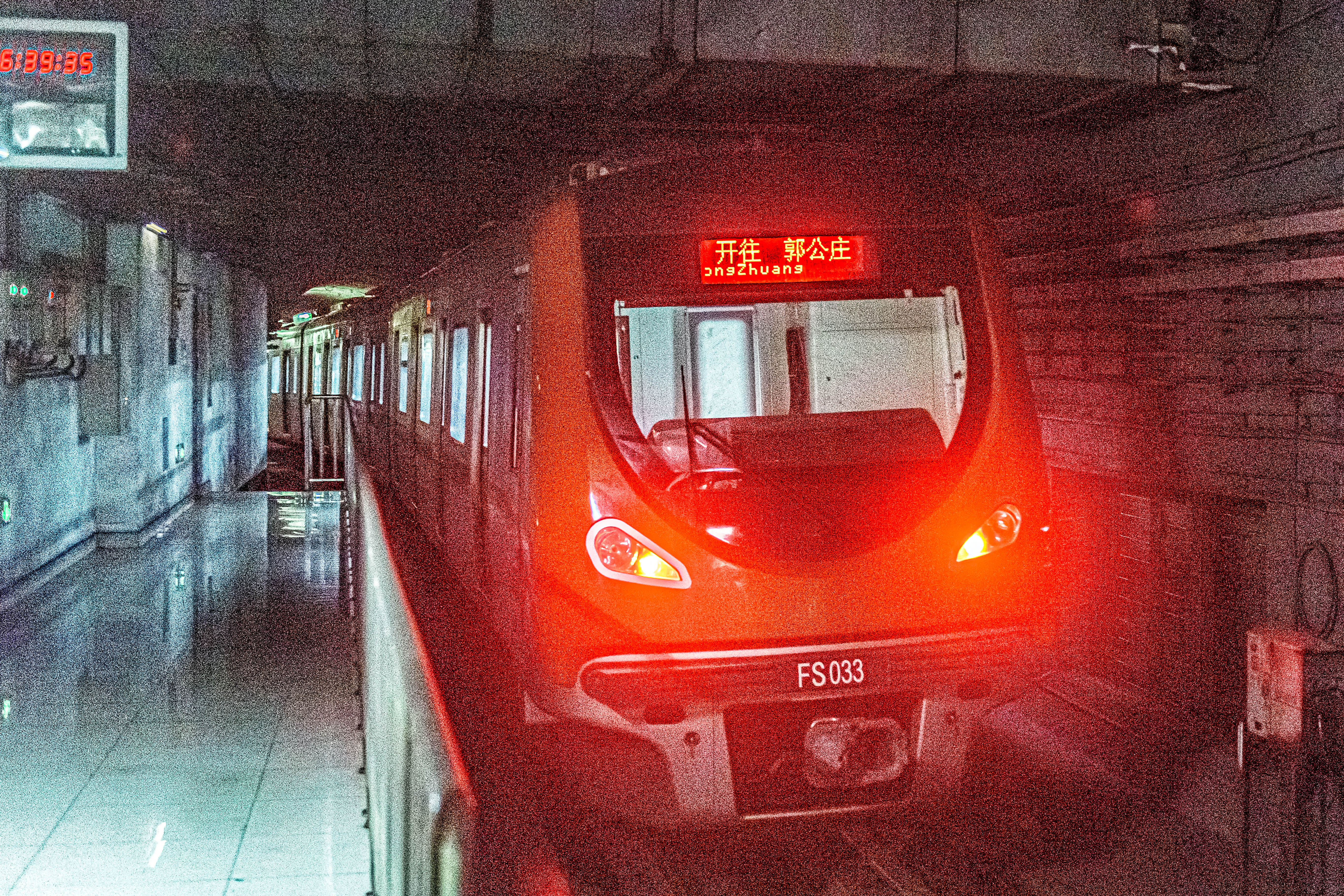
在9号线载客调试的BDK03型FS 033号车组驶出白石桥南站（2022年9月）